# Vappolotes ganlongensis
Espèce
Vappolotes ganlongensis est une espèce d'araignées aranéomorphes de la famille des Agelenidae.

## Distribution
Cette espèce est endémique du Guizhou en Chine,. Elle se rencontre dans la grotte Chenjia dans le xian de Songtao.

## Description
Le mâle holotype mesure 5,76 mm et la femelle paratype 5,95 mm.

## Étymologie
Son nom d'espèce, composé de ganlong et du suffixe latin -ensis, « qui vit dans, qui habite », lui a été donné en référence au lieu de sa découverte, Ganlong.

## Publication originale
- Li, Zhao, Chen, Chen, Wu & Li, 2019 : Vappolotes, a new genus of coelotine spiders (Araneae, Agelenidae) from Guizhou, China. Zootaxa, no 4701(5), p. 434-442.